# Ковель, Юрий Петрович
Юрий Петрович Ковель (10 октября 1912 — 1 сентября 1989) — советский военный деятель, вице-адмирал, участник Великой Отечественной войны.

## Биография
Юрий Петрович Ковель родился 10 октября 1912 года в городе Рыбинске. В 1930 году был призван на службу в Военно-морском флоте СССР. В 1933 году окончил Высшее военно-морское училище имени М. В. Фрунзе, в 1935 году — штурманский сектор Специальных классов командного состава Военно-морских сил Красной Армии, в 1940 году — штурманское отделение гидрографического факультета Военно-морской академии имени К. Е. Ворошилова. Служил штурманом на различных кораблях, В апреле 1940 года был назначен начальником 1-го отделения (кораблевождения) 2-го отдела (штурманского) Гидрографического управления Военно-морского флота СССР. В этой должности Ковель встретил начало Великой Отечественной войны.
В сентябре 1941 года Ковель был назначен флагманским штурманом штаба Балтийского флота. Во время эвакуации гарнизона Военно-морской базы Ханко несколько раз принимал участие в трудных походах через Балтийское море, вывозя личный состав. С января по июль 1942 года был флагманским штурманом штаба Ладожской военной флотилии. В этой должности участвовал в прорыве блокады Ленинграда. В июле 1943 года переведён на Черноморский флот, где занял такую же должность. Принимал участие во многих боевых походах, целью которых были обстрел прибрежной военной инфраструктуры противника, набеги на коммуникации союзников Германии. Так, принимал активное участие в подготовке и проведении операций по освобождению Керченского и Крымского полуостровов, обеспечивал переходы первых эшелонов торпедных катеров и тральных соединений в Керчь, Феодосию, Ялту, Балаклаву. В сентябре 1944 года являлся начальником штаба десантной группы, штурмовавшей город Варну в Болгарии. В начале 1945 года принимал активное участие в обеспечении работы Ялтинской конференции.
По завершении боевых действий на Черноморском театре организовывал и принимал активное участие в тралении мин в водах Чёрного и Азовского морей. Возглавлял оперативный отдел штаба Черноморского флота, затем стал первым заместителем начальника флотского штаба. В январе 1953 года был переведён в Главный штаб Военно-морского флота. С января 1967 года был начальником оперативно-мобилизационного управления, затем являлся заместителем начальника Главного штаба Военно-морского флота СССР по организационно-мобилизационным вопросам. Принимал активное участие в запуске и обеспечении полётов автоматических межпланетных станций «Зонд-5» и «Зонд-6», а также пилотируемых космических кораблей «Союз-4» и «Союз-5». В апреле 1973 года вышел в отставку. Умер 1 сентября 1989 года, похоронен на Троекуровском кладбище Москвы.

## Награды
- Орден Ленина (30 декабря 1956 года);
- 4 ордена Красного Знамени (7 февраля 1943 года, 19 июня 1944 года, 15 ноября 1950 года, 31 октября 1967 года);
- Орден Ушакова 2-й степени (28 ноября 1945 года);
- 2 ордена Отечественной войны 1-й степени (26 февраля 1945 года, 6 апреля 1985 года);
- Орден Красной Звезды (10 ноября 1945 года);
- Медали «За боевые заслуги» (3 ноября 1944 года), «За оборону Ленинграда», «За оборону Кавказа» и другие медали.